# Luis Carlos Mussó
Luis Carlos Mussó Mujica (Guayaquil, 1970) es un poeta y novelista ecuatoriano.

## Biografía
Realizó sus estudios superiores en la Universidad Católica de Santiago de Guayaquil, donde compartió clases con varios escritores y catedráticos de renombre.
Ha publicado más de una decena de libros de poesía. Entre los reconocimientos y premios que ha obtenido destacan el Premio Nacional de Poesía César Dávila Andrade por su poemario Propagación de la noche (2000), el primer lugar en el Concurso Nacional de Literatura de 2007 por su libro Evohé, el Premio Jorge Carrera Andrade por sus poemarios Tiniebla de esplendor (2006) y Mea Vulgatae (2014) y una mención de excelencia en el Concurso Nacional de Poesía David Ledesma Vásquez por Born un South (2017).
En 2012 publicó su primera novela, Oscurana, que ganó el primer lugar en el Concurso Nacional de Literatura Ángel Felicísimo Rojas y el Premio Joaquín Gallegos Lara. La obra reconstruye con lenguaje poético la vida y misterios alrededor del escritor vanguardista ecuatoriano Pablo Palacio, así como las pericias de dos investigadores que cincuenta años después intentan concluir una investigación sobre el escritor.
A finales de 2017 ganó el Concurso Nacional de Literatura Miguel Riofrío por su novela policiaca Teoría del manglar. La obra, publicada en 2018 por la Universidad Católica del Ecuador, cuenta con Julio Jaramillo (identificado como "El Cantante") como uno de los protagonistas y relata la investigación detrás de un asesinato en tiempos de la dictadura militar ecuatoriana. El nombre de la novela es un homenaje al ensayo "Teoría del matapalo", escrito por José de la Cuadra e incluido en su novela Los Sangurimas.
En 2020 ganó el Premio Internacional de Poesía Jaime Sabines por su obra Biopsia Blues, obra que sigue la estructura de la tabla periódica de los elementos y que trata el tema de la muerte del padre.

## Obras

### Poesía
- El libro del sosiego (1997)[15]
- Y el sol no es nombrado (2000)[16]
- Propagación de la noche (2000)
- Tiniebla de esplendor (2006)
- Minimal hysteria (2007)[16]
- Las formas del círculo (2007)[16]
- Evohé (2008)
- Geometría moral (2010)[1]
- Cuadernos de Indiana (2011)[15]
- Mea Vulgatae (2014)
- Mester de altanería (2016)[17]

### Novelas
- Oscurana (2012)
- Teoría del manglar (2018)

### Ensayo
- Épica de lo cotidiano (2013)[17]
- Rostros de la mitad del mundo (2015)[3]